# Santa Teresa Club Deportivo
Maillots
Le Santa Teresa Club Deportivo est un club espagnol de football féminin basé à Badajoz.